# Centrobasket 1989
El Centrobasket 1989, también conocido como el XI Campeonato de baloncesto de Centroamérica y el Caribe, fue la 11.ª edición del campeonato regional de Centroamérica y el Caribe de la confederación FIBA Américas y se celebró en La Habana, Cuba del 24 al 31 de marzo de 1989.
Puerto Rico ganó su cuarto campeonato al derrotar por 116-83 a Panamá y Cuba obtuvo la medalla de bronce al vencer a México por 94-79.

## Equipos participantes
- Bahamas
- Costa Rica
- Cuba (anfitrión)
- El Salvador
- Islas Vírgenes Estadounidenses
- México
- Panamá
- Puerto Rico
- República Dominicana
- Trinidad y Tobago

## Resultados

### Posiciones finales
| Pos. | Equipo                         | Récord |
| ---- | ------------------------------ | ------ |
| 1    | Puerto Rico                    | 6 - 0  |
| 2    | Panamá                         | 4 - 2  |
| 3    | Cuba                           | 4 - 2  |
| 4    | México                         | 3 - 3  |
| 5    | República Dominicana           | 4 - 2  |
| 6    | Islas Vírgenes Estadounidenses | 3 - 3  |
| 7    | Costa Rica                     | 2 - 4  |
| 8    | Bahamas                        | 2 - 4  |
| 9    | Trinidad y Tobago              | 1 - 4  |
| 10   | El Salvador                    | 0 - 5  |

### Campeón
| Campeón Puerto Rico |
| Cuarto título       |